# Morti il 23 maggio
| Questa pagina contiene informazioni ricavate automaticamente dalle voci biografiche con l'ausilio del template Bio e di un bot. L'aggiornamento è periodico e automatico e ricostruisce completamente la pagina. Se manca una persona in questa lista, sei pregato di non aggiungerla, ma accertati piuttosto che la sua voce biografica contenga il template Bio e che i dati anagrafici siano correttamente compilati. Se il template Bio manca, inseriscilo tu stesso o, in alternativa, metti l'avviso {{tmp\|Bio}} che ne segnala la mancanza. Se i dati riportati sono sbagliati, correggi direttamente la voce biografica; le modifiche saranno visibili in questa lista entro pochi giorni. Per chiarimenti vedi il progetto biografie. La lista contiene solo le 506 persone che sono citate nell'enciclopedia e per le quali è stato implementato correttamente il template Bio. Pagina aggiornata al 5 ago 2025. |

## IX secolo(1)
- 884 - Enos, vescovo cristiano orientale siro

## X secolo(1)
- 962 - Guiberto di Gembloux, monaco cristiano belga (n. 892)

## XII secolo(3)
- 1105 - Elia, arcivescovo cattolico italiano
- 1125 - Enrico V di Franconia, re (n. 1081)
- 1144 - Petronilla di Lorena, contessa

## XIII secolo(2)
- 1201 - Guglielmo di Rochester, santo britannico
- 1251 - Bertoldo di Andechs-Merania, patriarca cattolico tedesco (n. 1180)

## XIV secolo(4)
- 1304 - Jehan de Lescurel, poeta e compositore francese
- 1333 - Hōjō Takatoki, politico giapponese (n. 1303)
- 1338 - Alice de Warenne, nobile britannica (n. 1287)
- 1370 - Toghon Temür, imperatore mongolo (n. 1320)

## XV secolo(6)
- 1410 - Premislavo I Noszak di Teschen, duca
- 1423 - Benedetto XIII, cardinale spagnolo (n. 1328)
- 1488 - Luisa de' Medici, italiana (n. 1476)
- 1497 - Pandolfo Rucellai, mercante e politico italiano (n. 1436)
- 1498 - Domenico Buonvicini, monaco cristiano e predicatore italiano
- 1498 - Girolamo Savonarola, religioso, politico e predicatore italiano (n. 1452)

## XVI secolo(11)
- 1521 - Thomas Stanley, II conte di Derby, nobile britannico
- 1523 - Ashikaga Yoshitane, militare giapponese (n. 1466)
- 1524 - Scià Isma'il I, sovrano persiano (n. 1487)
- 1541 - Urbanus Rhegius, scrittore tedesco (n. 1489)
- 1545 - Costanza Farnese, italiana
- 1551 - Giorgio Siculo, monaco cristiano e teologo italiano
- 1553 - Francesco Donà, doge (n. 1468)
- 1568 - Giovanni di Ligne, nobile olandese (n. 1525)
- 1578 - Lorenzo Surio, monaco cristiano, storico e traduttore tedesco (n. 1523)
- 1583 - Günther XLI di Schwarzburg-Arnstadt, militare e diplomatico tedesco (n. 1529)
- 1591 - John Blitheman, organista e compositore inglese

## XVII secolo(19)
- 1606 - Agostino Valier, cardinale e vescovo cattolico italiano (n. 1531)
- 1615 - Francisco Diago, storico spagnolo (n. 1562)
- 1621 - Bartolomeo Agricola, religioso italiano (n. 1560)
- 1622 - Cipriano Campomenoso, mercante italiano
- 1623 - Giulio Monterenzi, vescovo cattolico e funzionario italiano (n. 1560)
- 1624 - Aurelio Lomi, pittore italiano (n. 1556)
- 1627 - Luis de Góngora, religioso, poeta e drammaturgo spagnolo (n. 1561)
- 1627 - Vittoria di Capua, nobildonna italiana (n. 1548)
- 1628 - Leonardo II de Tassis, nobile (n. 1594)
- 1630 - Hans Jordaens, pittore olandese
- 1632 - Chiarissimo Fancelli, scultore italiano
- 1633 - Giovanni Matteo Cariofilo, arcivescovo cattolico, traduttore e umanista greco (n. 1565)
- 1648 - Louis Le Nain, pittore francese (n. 1593)
- 1669 - Joris van der Haagen, pittore e disegnatore olandese
- 1670 - Ferdinando II de' Medici, sovrano italiano (n. 1610)
- 1676 - Domenico Marolì, pittore italiano (n. 1612)
- 1676 - Giovanni van Houbraken, pittore fiammingo (n. 1612)
- 1677 - Giovanni di Nassau-Idstein, nobile tedesco (n. 1603)
- 1691 - Adrien Auzout, astronomo francese (n. 1622)

## XVIII secolo(16)
- 1701 - Benedetto Cappello, politico e funzionario italiano (n. 1653)
- 1701 - William Kidd, pirata scozzese (n. 1645)
- 1701 - Anne Hilarion de Costentin de Tourville, ammiraglio francese (n. 1642)
- 1706 - Cristiano Carlo di Schleswig-Holstein-Sonderburg-Plön-Norburg, militare tedesco (n. 1674)
- 1721 - Martin Naboth, anatomista tedesco (n. 1675)
- 1723 - Jean-François Salgues de Valdéries de Lescure, vescovo cattolico francese (n. 1644)
- 1731 - Domenico Maria Bonavera, incisore italiano (n. 1653)
- 1740 - Pierre Crozat, funzionario francese (n. 1661)
- 1741 - Charles Armand René de La Trémoille, nobile francese (n. 1708)
- 1752 - François Geinoz, religioso e filologo classico svizzero (n. 1696)
- 1759 - Eleonora d'Assia-Rotenburg, principessa tedesca (n. 1712)
- 1764 - Giovanni Battista de' Rossi, presbitero italiano (n. 1698)
- 1768 - Francesco Maria della Rovere, doge (n. 1695)
- 1783 - Juan de García y Montenegro, vescovo cattolico spagnolo (n. 1716)
- 1791 - Pëtr Nikitič Trubeckoj, politico e scrittore russo (n. 1724)
- 1793 - Sigismondo Chigi della Rovere, IV principe di Farnese, nobile, economista e poeta italiano (n. 1736)

## XIX secolo(57)
- 1801 - Tarsizio Riviera Folesani, anatomista e chirurgo italiano (n. 1759)
- 1802 - Ercole del Rio, magistrato e scacchista italiano
- 1802 - François-Xavier de Feller, gesuita, storico e teologo belga (n. 1735)
- 1805 - Fedot Ivanovič Šubin, scultore russo (n. 1740)
- 1808 - Carlo Roero di Cortanze, nobile italiano (n. 1742)
- 1812 - Louis Dutens, scrittore, traduttore e filologo francese (n. 1730)
- 1813 - Géraud Duroc, militare francese (n. 1772)
- 1817 - Enrichetta Carlotta di Württemberg, principessa (n. 1767)
- 1823 - Louis-Charles Boistard, ingegnere francese (n. 1763)
- 1823 - Claes Horn, militare e poeta svedese (n. 1763)
- 1831 - Teodoro Loredano Balbi, vescovo cattolico italiano (n. 1745)
- 1836 - Edward Livingston, giurista, statistico e politico statunitense (n. 1764)
- 1838 - Jan Willem Janssens, militare e politico olandese (n. 1762)
- 1840 - Giuseppe Straccali, fantino italiano (n. 1798)
- 1841 - Franz von Baader, ingegnere, filosofo e medico tedesco (n. 1765)
- 1841 - Tatiana Engelhardt, nobildonna russa (n. 1769)
- 1842 - José de Espronceda, poeta, giornalista e politico spagnolo (n. 1808)
- 1843 - Pierre Lorillard II, imprenditore statunitense (n. 1764)
- 1845 - Youssef Boutros Hobaish, arcivescovo cattolico e patriarca cattolico libanese (n. 1787)
- 1846 - Francesco Lombardi, attore teatrale italiano (n. 1792)
- 1847 - Heinrich Luden, storico tedesco (n. 1778)
- 1854 - Justo Figuerola, politico peruviano (n. 1771)
- 1854 - Théodore Nézel, drammaturgo e librettista francese (n. 1799)
- 1857 - Augustin-Louis Cauchy, matematico e ingegnere francese (n. 1789)
- 1860 - Albert Richard Smith, scrittore e alpinista inglese (n. 1816)
- 1861 - Francesco Carnisi, organaro italiano (n. 1803)
- 1862 - Friedrich Ruthardt, compositore e oboista tedesco (n. 1802)
- 1863 - Virgilio Trettenero, matematico e astronomo italiano (n. 1822)
- 1867 - Archibald Alison, storico scozzese (n. 1792)
- 1868 - Kit Carson, esploratore e militare statunitense (n. 1809)
- 1870 - Georges Carrel, presbitero, scienziato e divulgatore scientifico italiano (n. 1800)
- 1870 - Mark Lemon, giornalista, commediografo e scrittore inglese (n. 1809)
- 1871 - Gustave Chaudey, politico e giornalista francese (n. 1817)
- 1871 - Jaroslaw Dombrowski, militare polacco (n. 1836)
- 1871 - Alessandro Marcello, politico italiano (n. 1813)
- 1872 - George François Reuter, botanico francese (n. 1805)
- 1873 - Pierre-Jean De Smet, gesuita e missionario belga (n. 1801)
- 1873 - John Early, gesuita e educatore irlandese (n. 1814)
- 1874 - Sylvain Van de Weyer, politico belga (n. 1802)
- 1876 - Janko Kráľ, poeta slovacco (n. 1822)
- 1883 - Cyprian Kamil Norwid, poeta, drammaturgo e pittore polacco (n. 1821)
- 1885 - Marie Cabel, soprano belga (n. 1827)
- 1885 - Frédéric Cournet, politico e giornalista francese (n. 1837)
- 1885 - Luigi Sozzi, compositore italiano (n. 1838)
- 1886 - Adriano Cecioni, scultore, pittore e critico d'arte italiano (n. 1836)
- 1886 - Leopold von Ranke, storico tedesco (n. 1795)
- 1887 - Eugène Benoist, filologo classico e latinista francese (n. 1831)
- 1887 - Gaetano Fraschini, tenore italiano (n. 1816)
- 1889 - Georges Henri Halphen, matematico francese (n. 1844)
- 1890 - Friedrich von Schreiber, arcivescovo cattolico tedesco (n. 1819)
- 1894 - Brian Houghton Hodgson, etnologo e naturalista inglese (n. 1800)
- 1895 - Franz Ernst Neumann, fisico, matematico e cristallografo tedesco (n. 1798)
- 1896 - Lucius Fairchild, politico, generale e diplomatico statunitense (n. 1831)
- 1896 - José Asunción Silva, poeta colombiano (n. 1865)
- 1897 - Aleko Konstantinov, scrittore bulgaro (n. 1863)
- 1898 - Alfredo Cottrau, ingegnere, imprenditore e politico italiano (n. 1839)
- 1900 - Władysław Łuszczkiewicz, pittore polacco (n. 1828)

## XX secolo(250)
- 1903 - Giuseppe Rigutini, filologo e lessicografo italiano (n. 1829)
- 1904 - Robert McLachlan, entomologo inglese (n. 1837)
- 1905 - Ivan Platonovič Kaljaev, rivoluzionario e giornalista russo (n. 1877)
- 1905 - Mary Livermore, giornalista e attivista statunitense (n. 1820)
- 1906 - Henrik Ibsen, drammaturgo, poeta e regista teatrale norvegese (n. 1828)
- 1906 - Adriano Lemmi, banchiere italiano (n. 1822)
- 1907 - Michele Carta Mameli, funzionario, magistrato e politico italiano (n. 1836)
- 1908 - François Coppée, poeta, drammaturgo e scrittore francese (n. 1842)
- 1909 - François Émile Michel, pittore, critico d'arte e storico dell'arte francese (n. 1828)
- 1913 - Sandro Camasio, giornalista, scrittore e regista italiano (n. 1886)
- 1913 - Keyes O'Clery, militare e avvocato irlandese (n. 1849)
- 1915 - Pierre-Emile Martin, ingegnere francese (n. 1824)
- 1915 - Gennaro Pantalena, attore e impresario teatrale italiano (n. 1848)
- 1917 - Raffaele Belliazzi, scultore italiano (n. 1835)
- 1917 - Garibaldi Franceschi, militare italiano (n. 1897)
- 1917 - Rottilio Peli, militare italiano (n. 1891)
- 1917 - Salvatore Perfetti, militare italiano (n. 1896)
- 1917 - Ranavalona III, regina malgascia (n. 1861)
- 1917 - Angelo Siffredi, militare italiano (n. 1896)
- 1917 - Luigi Trivellini, calciatore italiano (n. 1893)
- 1917 - Filippo Zuccarello, militare italiano (n. 1891)
- 1918 - Antonio Cominotti, militare e aviatore italiano (n. 1893)
- 1918 - Maxime Maufra, pittore, incisore e litografo francese (n. 1861)
- 1920 - Svetozar Borojević von Bojna, generale austro-ungarico (n. 1856)
- 1921 - Giuseppe Carelli, pittore italiano (n. 1858)
- 1921 - August Nilsson, tiratore di fune e astista svedese (n. 1872)
- 1921 - Fernando Primo de Rivera, generale e politico spagnolo (n. 1831)
- 1923 - Nicola Barbato, politico e medico italiano (n. 1856)
- 1923 - Raffaele Caruso, imprenditore e politico italiano (n. 1841)
- 1923 - Otto Bahr Halvorsen, politico norvegese (n. 1872)
- 1923 - Mario Giacinto Peracca, erpetologo italiano (n. 1861)
- 1924 - Joseph Aubert, pittore francese (n. 1849)
- 1926 - Hans von Koessler, compositore e direttore d'orchestra tedesco (n. 1853)
- 1927 - Henry Huntington, imprenditore statunitense (n. 1850)
- 1927 - Marie Armand Patrice de Mac-Mahon, nobile e generale francese (n. 1855)
- 1928 - Amalia Dupré, scultrice italiana (n. 1842)
- 1929 - Arthur Johnson, calciatore e allenatore di calcio irlandese (n. 1879)
- 1931 - Luigi Arcangeli, pilota automobilistico e pilota motociclistico italiano (n. 1894)
- 1931 - Frank Wigglesworth Clarke, geologo e chimico statunitense (n. 1847)
- 1932 - Robert Garbe, ingegnere meccanico tedesco (n. 1847)
- 1933 - Giomo Trichilo, poeta italiano (n. 1847)
- 1933 - José María Vargas Vila, scrittore colombiano (n. 1860)
- 1934 - Charalampos Anninos, scrittore greco (n. 1852)
- 1934 - Zdenka Braunerová, pittrice, illustratrice e grafica ceca (n. 1858)
- 1934 - Domenico Pacini, fisico e meteorologo italiano (n. 1878)
- 1934 - Giulio Vignozzi, calciatore italiano (n. 1908)
- 1936 - Henri de Régnier, scrittore, poeta e critico letterario francese (n. 1864)
- 1937 - John Davison Rockefeller, imprenditore statunitense (n. 1839)
- 1937 - Augustin Joseph Schulte, presbitero statunitense (n. 1856)
- 1938 - Jevhen Oleksijovyč Konovalec', militare e politico ucraino (n. 1891)
- 1938 - Thomas R. Limerick, criminale statunitense (n. 1903)
- 1938 - Gordon McDonald, calciatore canadese (n. 1878)
- 1939 - Witmer Stone, naturalista statunitense (n. 1866)
- 1940 - Gaston Billotte, generale francese (n. 1875)
- 1940 - René Eucher, calciatore francese (n. 1884)
- 1940 - Paul Nizan, scrittore, saggista e filosofo francese (n. 1905)
- 1940 - Piero Toscani, pugile italiano (n. 1904)
- 1940 - Giuseppe Tusini, medico e politico italiano (n. 1866)
- 1941 - Herbert Austin, imprenditore britannico (n. 1866)
- 1941 - Rama Varma XVII, principe indiano (n. 1861)
- 1942 - Henrik Agersborg, velista norvegese (n. 1872)
- 1942 - Charles Robert Ashbee, architetto, designer e decoratore britannico (n. 1863)
- 1942 - Aleksandrs Haldejevs, calciatore lettone (n. 1919)
- 1942 - Georges Politzer, filosofo francese (n. 1903)
- 1942 - Panagiōtīs Toundas, musicista, compositore e produttore discografico greco (n. 1886)
- 1943 - William Aberhart, politico canadese (n. 1878)
- 1943 - Michail Barulin, compositore di scacchi sovietico (n. 1897)
- 1943 - Giovanni Durli, militare e aviatore italiano (n. 1913)
- 1943 - Gianfranco Gazzana Priaroggia, militare italiano (n. 1912)
- 1943 - Milutin Ivković, calciatore jugoslavo (n. 1906)
- 1944 - Cesare Camporesi, pittore e decoratore italiano (n. 1869)
- 1944 - Thomas Curtis, ostacolista e velocista statunitense (n. 1873)
- 1944 - Şevket Dağ, pittore e politico turco (n. 1876)
- 1944 - Amelia Pontremoli, italiana (n. 1894)
- 1944 - Giovanni Battista Torre, militare e partigiano italiano (n. 1911)
- 1945 - Hans-Georg von Friedeburg, ammiraglio tedesco (n. 1895)
- 1945 - Heinrich Himmler, generale, poliziotto e criminale di guerra tedesco (n. 1900)
- 1945 - Giuseppe Preci, presbitero italiano (n. 1883)
- 1946 - Mary Fairchild, pittrice statunitense (n. 1858)
- 1947 - Minnie Dupree, attrice teatrale statunitense (n. 1873)
- 1947 - Henry Lascelles, VI conte di Harewood, nobile e ufficiale britannico (n. 1882)
- 1947 - Charles-Ferdinand Ramuz, scrittore e poeta svizzero (n. 1878)
- 1948 - Antonio Andreoni, magistrato e politico italiano (n. 1866)
- 1948 - Tatsukichi Minobe, politico giapponese (n. 1873)
- 1949 - Louis-Gustave Cambier, pittore e scultore belga (n. 1874)
- 1950 - Fred Warngård, martellista svedese (n. 1907)
- 1951 - Antonio Gandusio, attore italiano (n. 1872)
- 1952 - Fernand Halbart, velocista belga (n. 1882)
- 1952 - Giuseppe Latorre, partigiano e politico italiano (n. 1903)
- 1952 - Kenwa Mabuni, karateka e maestro di karate giapponese (n. 1889)
- 1952 - Georg Schumann, compositore tedesco (n. 1866)
- 1953 - Egone Jakin, velista italiano (n. 1910)
- 1953 - Riccardo Pentimalli, generale italiano (n. 1884)
- 1955 - Auguste Chabaud, pittore e scultore francese (n. 1882)
- 1955 - Luigi Diamante, militare, calciatore e allenatore di calcio italiano (n. 1918)
- 1956 - Agostino Celentano, aviatore italiano (n. 1917)
- 1956 - Gustav Suits, poeta e letterato estone (n. 1883)
- 1958 - Luciano Maugeri, funzionario e politico italiano (n. 1888)
- 1958 - Rinaldo Nascimbene, biblista, teologo e ebraista italiano (n. 1883)
- 1959 - Eric Orbom, scenografo statunitense (n. 1915)
- 1960 - Angelo Barbagelata, ingegnere elettrotecnico italiano (n. 1875)
- 1960 - Georges Claude, fisico e imprenditore francese (n. 1870)
- 1960 - The Great Gama, wrestler e strongman pakistano (n. 1878)
- 1960 - Sol Polito, direttore della fotografia italiano (n. 1892)
- 1960 - Soghomon Tehlirian, politico armeno (n. 1896)
- 1961 - Piet Kramer, architetto olandese (n. 1881)
- 1961 - Percy Loraine, diplomatico britannico (n. 1880)
- 1961 - Adela Pankhurst, attivista britannica (n. 1885)
- 1961 - Turu Rizzo, pallanuotista maltese (n. 1894)
- 1961 - Frank Roberts, calciatore inglese (n. 1893)
- 1962 - Douglas Carruthers, esploratore e naturalista britannico (n. 1882)
- 1962 - Louis Coatalen, ingegnere francese (n. 1879)
- 1962 - René Warcollier, ingegnere chimico e parapsicologo francese (n. 1881)
- 1963 - Franco Di Ciaula, regista teatrale e regista italiano (n. 1895)
- 1963 - Antonio Maraini, politico, scultore e critico d'arte italiano (n. 1886)
- 1963 - Miroslav Pospíšil, calciatore cecoslovacco (n. 1890)
- 1964 - János Urányi, canoista ungherese (n. 1924)
- 1965 - Rosina Anselmi, attrice italiana (n. 1876)
- 1965 - Gladys Davis, schermitrice britannica (n. 1893)
- 1965 - Isabella Patricola, cantante e attrice teatrale statunitense (n. 1886)
- 1965 - David Smith, scultore statunitense (n. 1906)
- 1966 - Demchugdongrub, generale mongolo (n. 1902)
- 1967 - Philip Coolidge, attore statunitense (n. 1908)
- 1967 - Rocco Cristiano, direttore di banda italiano (n. 1884)
- 1967 - Cino Del Duca, imprenditore, editore e produttore cinematografico italiano (n. 1899)
- 1967 - Santi Galimberti, politico italiano (n. 1892)
- 1967 - Piet Gunning, hockeista su prato olandese (n. 1913)
- 1967 - Peter Hansen, generale tedesco (n. 1896)
- 1967 - Ernst Niekisch, politico e scrittore tedesco (n. 1889)
- 1967 - Giacinto Rovella, politico italiano (n. 1893)
- 1968 - Gaudenzio Binaschi, vescovo cattolico italiano (n. 1883)
- 1968 - Henry Dumas, poeta e scrittore statunitense (n. 1934)
- 1968 - Morris Fisher, tiratore a segno statunitense (n. 1890)
- 1968 - Franco Riccardi, schermidore italiano (n. 1905)
- 1969 - Peter Alma, pittore olandese (n. 1886)
- 1969 - Giuseppe Fioranti, calciatore italiano (n. 1888)
- 1969 - Frank Gray, fisico statunitense (n. 1887)
- 1969 - Lejaren à Hiller, fotografo, illustratore e produttore cinematografico statunitense (n. 1880)
- 1969 - Jimmy McHugh, compositore statunitense (n. 1894)
- 1969 - Jack Weinstock, librettista e commediografo statunitense (n. 1905)
- 1970 - Andrea Bonifacio, calciatore italiano (n. 1900)
- 1970 - René Capitant, giurista e politico francese (n. 1901)
- 1970 - Hans Streuli, politico svizzero (n. 1892)
- 1970 - William Lloyd Warner, antropologo e sociologo statunitense (n. 1898)
- 1972 - Richard Day, scenografo statunitense (n. 1896)
- 1972 - Alfréd Forbáth, architetto e urbanista ungherese (n. 1897)
- 1972 - Nino Pagot, fumettista, animatore e regista italiano (n. 1908)
- 1972 - Mercedes Santamarina, collezionista d'arte e mecenate argentina (n. 1896)
- 1973 - Maria Gargani, religiosa italiana (n. 1892)
- 1973 - Francis Xavier Hsu Chen-Ping, vescovo cattolico cinese (n. 1920)
- 1973 - Antonio Maria Nardi, pittore e illustratore italiano (n. 1897)
- 1973 - Alois Podhajsky, cavaliere austriaco (n. 1898)
- 1973 - Coulton Waugh, fumettista, illustratore e pittore statunitense (n. 1896)
- 1975 - Giuditta Brozzetti, imprenditrice italiana (n. 1877)
- 1975 - Mario Ceretto, imprenditore italiano (n. 1929)
- 1975 - Paul Legentilhomme, generale francese (n. 1884)
- 1975 - Ottavio Scotti, scenografo italiano (n. 1904)
- 1976 - Edmond Bernhardt, nuotatore, pentatleta e tiratore a segno austriaco (n. 1885)
- 1976 - Kim Yeong-il, cestista sudcoreano (n. 1942)
- 1976 - Gino Meneghetti, criminale italiano (n. 1878)
- 1977 - Dragoljub Jovanović, politico jugoslavo (n. 1895)
- 1977 - Vincenzo Randi, medico e politico italiano (n. 1932)
- 1978 - Ezio Amadeo, politico italiano (n. 1894)
- 1978 - Mariano Amaro, calciatore e allenatore di calcio portoghese (n. 1915)
- 1978 - Robert Llewellyn Bradshaw, politico nevisiano (n. 1916)
- 1978 - Johan Mastenbroek, allenatore di calcio olandese (n. 1902)
- 1978 - Birger Sörvik, ginnasta svedese (n. 1879)
- 1979 - Badr al-Muluk, principessa persiana (n. 1897)
- 1979 - Francesco Giorgio Bettiol, politico e antifascista italiano (n. 1897)
- 1979 - Nora Dumas, fotografa ungherese (n. 1890)
- 1979 - Romualdas Murauskas, pugile sovietico (n. 1934)
- 1980 - Larysa Aleksandroŭskaja, soprano, regista teatrale e politica bielorussa (n. 1904)
- 1980 - Terry Furlow, cestista statunitense (n. 1954)
- 1980 - Carlo Lombardi, politico italiano (n. 1899)
- 1981 - Laura Allende Gossens, politica cilena (n. 1911)
- 1981 - George Jessel, attore, cantante e produttore cinematografico statunitense (n. 1898)
- 1981 - Danielle Peter, cestista francese (n. 1946)
- 1981 - Genzaburō Yoshino, scrittore, critico letterario e traduttore giapponese (n. 1899)
- 1982 - Vincenzo Baldazzi, antifascista e politico italiano (n. 1898)
- 1982 - Karl Fochler, attore austriaco (n. 1898)
- 1982 - Enzo Emilio Galbiati, generale italiano (n. 1897)
- 1982 - Felice Gasperi, calciatore italiano (n. 1903)
- 1982 - Louis Gérardin, pistard francese (n. 1912)
- 1982 - Salesio Schiavi, politico italiano (n. 1889)
- 1983 - George Bruns, compositore statunitense (n. 1914)
- 1983 - Jean Trubert, fumettista e sceneggiatore francese (n. 1909)
- 1984 - Francesco Leone, politico, sindacalista e antifascista italiano (n. 1900)
- 1984 - Gisella Monaldi, attrice italiana (n. 1913)
- 1984 - Paolo Paganini, calciatore italiano (n. 1901)
- 1984 - Luisa Rossi, attrice italiana (n. 1925)
- 1985 - Francis Makarskis, calciatore lettone (n. 1909)
- 1986 - Sterling Hayden, attore e scrittore statunitense (n. 1916)
- 1986 - Hake Talbot, scrittore statunitense (n. 1900)
- 1986 - Silvio Paolucci, politico italiano (n. 1903)
- 1986 - Altiero Spinelli, politico e scrittore italiano (n. 1907)
- 1987 - Athos Goidanich, entomologo italiano (n. 1905)
- 1987 - Ernst Nagelschmitz, calciatore tedesco (n. 1902)
- 1987 - Vittorio Stagni, schermidore italiano (n. 1916)
- 1988 - Jesús Castro, calciatore uruguaiano (n. 1933)
- 1988 - Giorgio Coda, psichiatra italiano (n. 1924)
- 1988 - Aya Kitō, scrittrice giapponese (n. 1962)
- 1988 - Roberto Succo, serial killer italiano (n. 1962)
- 1989 - Ansa Ikonen, attrice e regista finlandese (n. 1913)
- 1989 - Ursula Knab, velocista tedesca (n. 1929)
- 1989 - Karl Koch, hacker tedesco (n. 1965)
- 1989 - Iosif Solomonovič Šapiro, regista sovietico (n. 1907)
- 1990 - Kusuma Affandi, pittore indonesiano (n. 1907)
- 1990 - Giuseppe Santomaso, pittore italiano (n. 1907)
- 1990 - Ted Tinling, tennista, stilista e giornalista inglese (n. 1910)
- 1991 - Luigi Faggioni, ammiraglio italiano (n. 1909)
- 1991 - Gino Giaroli, allenatore di calcio e calciatore italiano (n. 1924)
- 1991 - Piero Guarino, pianista, direttore d'orchestra e compositore italiano (n. 1919)
- 1991 - Wilhelm Kempff, pianista, organista e compositore tedesco (n. 1895)
- 1991 - René Lefèvre, attore francese (n. 1898)
- 1991 - Fletcher Markle, regista e produttore cinematografico statunitense (n. 1921)
- 1991 - Edmond Michiels, pallanuotista belga (n. 1913)
- 1991 - Jean Van Houtte, politico belga (n. 1907)
- 1992 - Gennaro Bonsanto, calciatore italiano (n. 1912)
- 1992 - Rocco Dicillo, poliziotto italiano (n. 1962)
- 1992 - Giovanni Falcone, magistrato italiano (n. 1939)
- 1992 - Antonio Montinaro, poliziotto italiano (n. 1962)
- 1992 - Francesca Morvillo, magistrata italiana (n. 1945)
- 1992 - Santiago Núñez Sánchez, calciatore e allenatore di calcio spagnolo (n. 1909)
- 1992 - Alfonso Quiñónez, cestista ecuadoriano
- 1992 - John Gates, giornalista e attivista statunitense (n. 1913)
- 1992 - Vito Schifani, poliziotto italiano (n. 1965)
- 1992 - Atahualpa Yupanqui, cantautore, chitarrista e scrittore argentino (n. 1908)
- 1993 - Luigi Brunella, calciatore e allenatore di calcio italiano (n. 1914)
- 1994 - Ray Candy, wrestler statunitense (n. 1951)
- 1994 - Jim Hoverder, cestista statunitense (n. 1930)
- 1994 - Joe Pass, chitarrista statunitense (n. 1929)
- 1994 - Vladimir Polikarpov, calciatore sovietico (n. 1943)
- 1995 - Ross Flood, lottatore statunitense (n. 1910)
- 1995 - Dan Fortmann, giocatore di football americano statunitense (n. 1916)
- 1995 - Gavriil Kačalin, calciatore e allenatore di calcio sovietico (n. 1911)
- 1996 - Abū ʿUbayda al-Banshīrī, terrorista egiziano (n. 1950)
- 1996 - Sim Iness, discobolo statunitense (n. 1930)
- 1996 - Bernhard Klodt, calciatore tedesco (n. 1926)
- 1996 - Peter Pasetti, attore e doppiatore tedesco (n. 1916)
- 1996 - Evgenij Rodionov, militare russo (n. 1977)
- 1996 - Hrant Šahinyan, ginnasta sovietico (n. 1923)
- 1997 - Oswaldo Calero, calciatore colombiano (n. 1945)
- 1997 - Dorothy Gulliver, attrice statunitense (n. 1908)
- 1998 - Hansjörg Bitterlich, presbitero, abate e scrittore austriaco (n. 1923)
- 1998 - Elia Marcelli, poeta, regista e sceneggiatore italiano (n. 1915)
- 1999 - Arthur Edward Ellis, arbitro di calcio inglese (n. 1914)
- 1999 - Owen Hart, wrestler canadese (n. 1965)
- 1999 - Luigi Santucci, scrittore, poeta e commediografo italiano (n. 1918)
- 1999 - Albert Charles Smith, botanico statunitense (n. 1906)
- 2000 - Mishari bin Abd al-Aziz Al Saud, principe, imprenditore e aviatore saudita (n. 1932)

## XXI secolo(136)
- 2001 - Tommy Eyre, tastierista britannico (n. 1949)
- 2001 - Alessandro Natta, politico italiano (n. 1918)
- 2001 - Harry Townes, attore statunitense (n. 1914)
- 2002 - Josef Bau, artista e poeta polacco (n. 1920)
- 2002 - Umberto Bindi, cantautore, compositore e pianista italiano (n. 1932)
- 2002 - Mary Lanier, attrice statunitense (n. 1912)
- 2002 - Lina Mangiacapre, artista, scrittrice e regista italiana (n. 1946)
- 2002 - Claudia Poggiani, attrice e drammaturga italiana (n. 1951)
- 2002 - Dorothy Spencer, montatrice e attrice statunitense (n. 1909)
- 2003 - Everardo Alvarez da Cruz Filho, pallanuotista brasiliano (n. 1926)
- 2003 - Lauritz Opstad, storico norvegese (n. 1917)
- 2003 - Ray Parry, calciatore inglese (n. 1936)
- 2003 - Michael Pössinger, bobbista tedesco (n. 1919)
- 2003 - Jean Yanne, attore, sceneggiatore e regista francese (n. 1933)
- 2004 - Sally Gilmour, ballerina britannica (n. 1921)
- 2004 - Adele Leigh, soprano inglese (n. 1928)
- 2004 - Maxime Rodinson, islamista francese (n. 1915)
- 2005 - Rodolfo Gentili, pittore italiano (n. 1937)
- 2005 - Sígfrid Gràcia, calciatore spagnolo (n. 1932)
- 2005 - Alieto Pieri, scrittore italiano (n. 1933)
- 2005 - Giulio Stolfi, giurista e poeta italiano (n. 1917)
- 2005 - Roderick Wright, vescovo cattolico scozzese (n. 1940)
- 2006 - Lloyd Bentsen, politico statunitense (n. 1921)
- 2006 - Ian Falloon, psichiatra neozelandese (n. 1940)
- 2006 - Kazimierz Górski, allenatore di calcio e calciatore polacco (n. 1921)
- 2007 - Gennaro Auricchio, imprenditore italiano (n. 1914)
- 2007 - Jole De Maria, cantante lirica italiana (n. 1929)
- 2007 - Kei Kumai, regista giapponese (n. 1930)
- 2007 - Pierluigi Magni, arbitro di calcio italiano (n. 1947)
- 2007 - Sandro Verzari, trombettista italiano (n. 1949)
- 2008 - Cornell Capa, fotografo ungherese (n. 1918)
- 2008 - Francesco Deias, carabiniere italiano (n. 1973)
- 2008 - Dritan Hoxha, imprenditore albanese (n. 1968)
- 2008 - Bob Knight, cestista statunitense (n. 1929)
- 2008 - Heinz Kwiatkowski, allenatore di calcio e calciatore tedesco (n. 1926)
- 2008 - Utah Phillips, cantautore e attivista statunitense (n. 1935)
- 2008 - Lica Steiner, illustratrice, grafica e partigiana italiana (n. 1914)
- 2009 - Joseph Marie Louis Duval, arcivescovo cattolico francese (n. 1928)
- 2009 - Billy Pearson, calciatore irlandese (n. 1921)
- 2009 - Roh Moo-hyun, politico sudcoreano (n. 1946)
- 2009 - Barbara Rudnik, attrice tedesca (n. 1958)
- 2009 - Pietro Sotgiu, calciatore italiano (n. 1921)
- 2009 - José-Miguel Ullán, poeta e scrittore spagnolo (n. 1944)
- 2010 - Beto, cantante portoghese (n. 1967)
- 2010 - Héctor Costa, cestista uruguaiano (n. 1929)
- 2010 - Angelo Ferreri, scultore italiano (n. 1912)
- 2010 - Leonida Bagration-Mukhrani, georgiana (n. 1914)
- 2010 - Emilio Lonero, giornalista e critico cinematografico italiano (n. 1924)
- 2010 - Simon Monjack, sceneggiatore, regista e produttore cinematografico britannico (n. 1970)
- 2011 - Ivar Eidefjäll, calciatore svedese (n. 1921)
- 2011 - Elisabeth Eidenbenz, insegnante e infermiera svizzera (n. 1913)
- 2011 - Peter Frelinghuysen, Jr., politico statunitense (n. 1916)
- 2011 - Vladimir Gančev, cestista bulgaro (n. 1931)
- 2011 - Nasser Hejazi, allenatore di calcio e calciatore iraniano (n. 1949)
- 2011 - Joseph Nguyễn Tích Đức, vescovo cattolico vietnamita (n. 1938)
- 2011 - Karel Otčenášek, arcivescovo cattolico ceco (n. 1920)
- 2011 - Harry Redmond Jr., artista e effettista statunitense (n. 1909)
- 2011 - Xavier Tondó, ciclista su strada spagnolo (n. 1978)
- 2011 - Myriam de Urquijo, attrice argentina (n. 1918)
- 2012 - Francesco Iannelli, politico e magistrato italiano (n. 1924)
- 2012 - Borys Voznyc'kyj, storico dell'arte ucraino (n. 1926)
- 2013 - Livio Bacchi Wilcock, traduttore e ispanista italiano (n. 1940)
- 2013 - Michel Crozier, sociologo francese (n. 1922)
- 2013 - William Demby, scrittore statunitense (n. 1922)
- 2013 - Hazel Hawke, scrittrice australiana (n. 1929)
- 2013 - Maurizio d'Assia, principe tedesco (n. 1926)
- 2013 - Georges Moustaki, paroliere e cantautore greco (n. 1934)
- 2013 - Flynn Robinson, cestista statunitense (n. 1941)
- 2014 - Mona Freeman, attrice statunitense (n. 1926)
- 2014 - Rolf Hermichen, aviatore tedesco (n. 1918)
- 2014 - Joel Camargo, calciatore brasiliano (n. 1946)
- 2014 - John McCormack, pugile britannico (n. 1935)
- 2014 - Giuseppe Morelli, filologo classico italiano (n. 1925)
- 2014 - Uña Ramos, flautista e compositore argentino (n. 1933)
- 2014 - Ramón Reyes, cestista panamense (n. 1937)
- 2014 - Paolo Viganò, calciatore italiano (n. 1950)
- 2015 - Alberto Argenton, psicologo, pedagogista e artista italiano (n. 1944)
- 2015 - Giorgio Bini, politico italiano (n. 1927)
- 2015 - Roberto Calandra, architetto italiano (n. 1915)
- 2015 - Boody Gilbertson, cestista statunitense (n. 1922)
- 2015 - Jevgēņijs Gorjačilovs, calciatore e giocatore di calcio a 5 lettone (n. 1969)
- 2015 - Anne Meara, attrice e comica statunitense (n. 1929)
- 2015 - Aleksej Mozgovoj, militare ucraino (n. 1975)
- 2015 - Alicia Nash, fisica e informatica statunitense (n. 1933)
- 2015 - John Nash, matematico statunitense (n. 1928)
- 2015 - Liv Marit Wedvik, cantante norvegese (n. 1970)
- 2016 - Giorgio Dal Canto, pittore italiano (n. 1934)
- 2017 - Irio De Paula, chitarrista e compositore brasiliano (n. 1939)
- 2017 - Stefano Farina, arbitro di calcio italiano (n. 1962)
- 2017 - Ernst Gebendinger, ginnasta svizzero (n. 1926)
- 2017 - Cortez Kennedy, giocatore di football americano statunitense (n. 1968)
- 2017 - Roger Moore, attore britannico (n. 1927)
- 2017 - Jerry Perenchio, produttore cinematografico statunitense (n. 1930)
- 2017 - Julia Viellehner, triatleta, maratoneta e mezzofondista tedesca (n. 1985)
- 2018 - Bob Buczkowski, giocatore di football americano statunitense (n. 1964)
- 2018 - Luis Posada Carriles, terrorista cubano (n. 1928)
- 2018 - Daniel Robin, lottatore francese (n. 1943)
- 2018 - László Tábori, mezzofondista ungherese (n. 1931)
- 2019 - Ugo Amicosante, tiratore a segno italiano (n. 1930)
- 2019 - Bobby Joe Long, serial killer e militare statunitense (n. 1953)
- 2019 - Alberico Motta, fumettista e illustratore italiano (n. 1937)
- 2019 - Michele Pistillo, politico italiano (n. 1926)
- 2019 - Zlatko Škorić, calciatore jugoslavo (n. 1941)
- 2019 - Carlos Verga, cestista argentino
- 2020 - Alberto Alesina, economista italiano (n. 1957)
- 2020 - Marino Puggina, imprenditore e dirigente sportivo italiano (n. 1920)
- 2020 - Eddie Sutton, cestista e allenatore di pallacanestro statunitense (n. 1936)
- 2020 - Johann Weber, vescovo cattolico austriaco (n. 1927)
- 2020 - Maria Velho da Costa, scrittrice e insegnante portoghese (n. 1938)
- 2021 - Eric Carle, scrittore e illustratore statunitense (n. 1929)
- 2021 - Cristóbal Halffter, compositore e direttore d'orchestra spagnolo (n. 1930)
- 2021 - Ron Hill, maratoneta e mezzofondista britannico (n. 1938)
- 2021 - Gerd Lüdemann, teologo tedesco (n. 1946)
- 2021 - Paulo Mendes da Rocha, architetto e urbanista brasiliano (n. 1928)
- 2021 - Max Mosley, dirigente sportivo britannico (n. 1940)
- 2022 - Francesco Ferrari, politico italiano (n. 1946)
- 2022 - Maja Lidia Kossakowska, scrittrice polacca (n. 1972)
- 2022 - Horst Sachtleben, attore e doppiatore tedesco (n. 1930)
- 2023 - John Dunning, scrittore statunitense (n. 1942)
- 2023 - Maria Giovanna Maglie, saggista, opinionista e giornalista italiana (n. 1952)
- 2023 - Domenico Minutoli, attore italiano (n. 1947)
- 2023 - David Mitogo, calciatore equatoguineano (n. 1990)
- 2023 - Jaromír Málek, egittologo ceco (n. 1943)
- 2023 - Cotton Nash, cestista e giocatore di baseball statunitense (n. 1942)
- 2023 - Thomas C. Sawyer, politico statunitense (n. 1945)
- 2024 - Franco Anelli, giurista italiano (n. 1963)
- 2024 - John Boardman, archeologo e storico dell'arte britannico (n. 1927)
- 2024 - Caleb Carr, romanziere statunitense (n. 1955)
- 2024 - Ralph Midgley, linguista britannico (n. 1929)
- 2024 - John Maddox Roberts, scrittore statunitense (n. 1947)
- 2024 - Morgan Spurlock, regista, sceneggiatore e produttore televisivo statunitense (n. 1970)
- 2025 - Oleksandr Berežnyj, calciatore sovietico (n. 1957)
- 2025 - Pavel Chaloupka, calciatore e allenatore di calcio cecoslovacco (n. 1959)
- 2025 - Mohammed Lakhdar-Hamina, regista cinematografico, sceneggiatore e produttore cinematografico algerino (n. 1934)
- 2025 - Mary K. Gaillard, fisica statunitense (n. 1939)
- 2025 - Sebastião Salgado, fotografo e fotoreporter brasiliano (n. 1944)